# Agonopterix nervosa
Agonopterix nervosa — вид метеликів родини плоских молей (Depressariidae).

## Поширення
Вид поширений на більшій частині Європи та у Північній Америці. Присутній у фауні України.

## Опис
Розмах крил становить 17-20 см.

## Спосіб життя
Метелики літають з липня по вересень. Личинки живляться листям різних видів жарновця, дроку, золотого дощу та улекса.